# Todd Lynn
Todd Lynn (* in Smiths Falls, Kanada) ist ein kanadischer Modedesigner. 

## Leben
Seine Mode-Karriere begann, als er als Roland Mourets „rechte Hand“ beschäftigt war. Über sieben Jahren arbeitete als technischer Berater für Mouret und konzentrierte sich auf Maßschneiderei, Struktur und Form.
Der Designer zog 1998 nach London und studierte dann 2000 an der Central St. Martins mit dem Abschluss Master of Arts. Danach arbeitete er dann als Maßschneider für die Stars der Musikbranche. Seine Entwürfe wurden von Rock-Stars wie Bono, Mick Jagger, Marilyn Manson, The Dirty Pretty Things, The Klaxons, PJ Harvey und Marc Almond getragen. Todd Lynn startete sein eigenes Label im September 2006, während der London Fashion Week. Seine Frühjahr-Sommer Kollektion 2007 wurde in Proud Galleries Camden gezeigt. Meinungsbildner der Modebranche erkannten Todd Lynns Design Talent und er wurde bald als einer der jungen Londoner Designer anerkannt. Er lebt und arbeitet in London, England.

## Stil
Zu Todd Lynns Stil gehören androgyne Schnitte und fachmännisch geschnittene Kleidungsstücke. Er wurde mit dem New Generation Award von Topshop über vier aufeinander folgende Saisons ausgezeichnet. Seine Entwürfe zierten die Seiten der italienischen, britischen und amerikanischen Vogue, Harpers Bazaar, iD, Another Magazine, Elle und der New York Times. Todd Lynn's Entwürfe können in Browns, Barneys New York und HK, Maria Luisa und Lane Crawford gefunden werden. Sie sind zudem auf www.Net-a-Porter.com verfügbar.